# Yaka, Gelendost
Yaka là một thị trấn thuộc huyện Gelendost, tỉnh Isparta, Thổ Nhĩ Kỳ. Dân số thời điểm năm 2011 là 1.949 người.